# 粗忽者

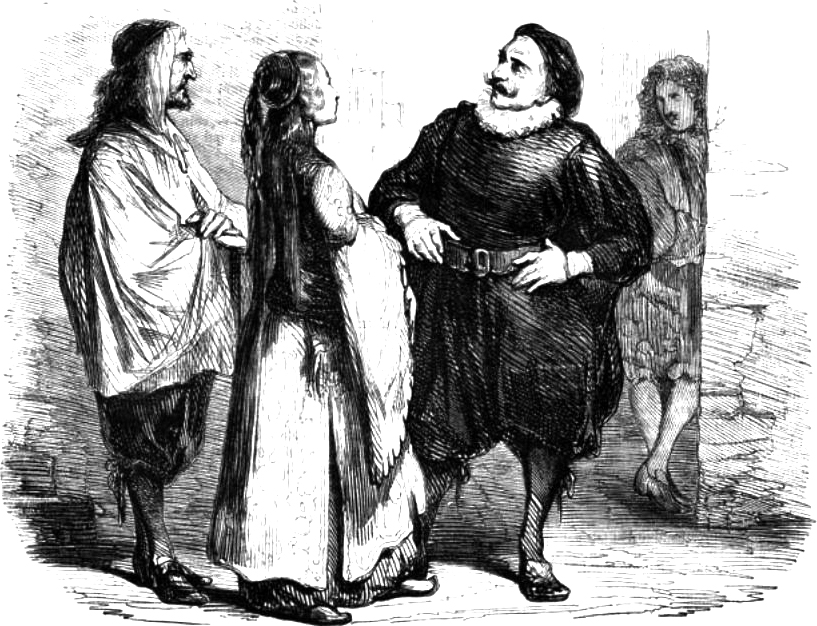

『粗忽者:あるいはへまのしつづけ』（そこつもの、仏語原題： L'Étourdi ou les Contretemps ）は、モリエールの戯曲。最初の喜劇作品。1655年発表。初演月日不明。

## 登場人物
- レリー…バンドルフの息子
- セリー…トリュファルダンの女奴隷
- マスカリーユ…レリーの下僕
- イッポリット…アンセルムの娘
- トリュファルダン…老人
- パンドルフ…老人
- レアンドル…良家の息子
- アンドレス…ジプシーと思われている男
- エルガスト…従僕

## あらすじ
舞台はメッシーナの広場。

### 第1幕
レリーとレアンドルは、お互いがセリーに恋をしていることを知る。レリーはイッポリットとの結婚を親から押し付けられているが、何の興味もない。どちらがセリーに選ばれるか競争することとしたが、レリーは何としてもこの勝負に勝ちたいので、知恵者であるマスカリーユに助けを求める。お金があれば奴隷であるセリーを買い取って決着をつけられるのだが、金がないため彼の策に従うレリー。しかしわざとではないとはいえ、邪魔ばかりして怒らせてしまう。再びマスカリーユが策略を思いついたときには、「今度は一切余計なことはしない」と誓わされるほどであった。そこへれりーの父親であるパンドルフがやってきて、レリーの身持ちを案じていることをマスカリーユに相談する。彼はここぞとばかりに、レリーが女奴隷に恋をしていることをパンドルフに打ち明け、「女奴隷をこっそり買い取って他国へ移してしまえばよい」と進言する。パンドルフがセリーを買い取ったところでセリーをさらい、レリーに引き渡すつもりなのだ。そうとも知らずに、パンドルフはその気になったので、ようやく計画が上手くいったと喜ぶマスカリーユであった。そこへイッポリットが登場。レアンドルと結婚したいイッポリットは、マスカリーユに上手く取り計らってくれるよう頼んでいたのだった。先ほどパンドルフに仕掛けた計略がうまく行けば、彼女の願いもレリーの願いも叶って万事解決となるはずだったが、またもレリーが邪魔をして、マスカリーユの計略を潰してしまう。いよいよ怒りがおさまらないマスカリーユ。

### 第2幕
散々邪魔されたマスカリーユであったが、レリーへの情から頼みを断り切れない。マスカリーユはレリーにこれ以上邪魔をするなら、もう協力しないと強く念を押す。マスカリーユは策として、パンドルフに宝物が見つかったと言って遠くへ行かせている間に、彼が死んだという噂を流すことを思いついた。このうわさを聞きつけてアンセルムがすっ飛んでくるだろうから、豪華な葬式を出すためとか適当に理由を付けて、アンセルムからセリーを買うための金を巻き上げようという魂胆である。まんまとはめられたアンセルムであったが、すぐにパンドルフとバッタリ顔を合わせて、マスカリーユにはめられていたことを悟ったのであった。そこへレリーがやってきて、またもへまをやらかし、金を取り返されてしまう。レリーがそんなへまをやらかしている間に、恋敵のレアンドルはセリーを引き取る旨をすでにトリュファルダンとの間にまとめていた。焦りを隠しきれず、マスカリーユに泣きつくレリー。事情が分からないので、マスカリーユは芝居を打ち、レアンドルからどのようにしてセリーを引き取ったのか聞き出すことに成功した。それどころかセリーをトリュファルダンの家へ引き受けに行くよう頼まれた。セリーを横取りする絶好のチャンスであったが、トリュファルダンの家にとある手紙が舞い込んでくる。その手紙のせいで、またも策略がうまく行かず、悔しがるマスカリーユ。しかしその手紙は、レリーが認めたものだった。ありがた迷惑に呆れ果てて怒りさえもせず、レリーの前から立ち去るマスカリーユなのであった。

### 第3幕
これほどまでに邪魔が入るのなら、何があってもやり遂げて見せようとムキになるマスカリーユ。レアンドルにセリーの身受けに失敗したことを伝えに行くが、レアンドルはどのような経緯で失敗したのか(＝レリーが手紙を認めたこと)既に知っていた。ところがトリュファルダンだけが手紙の内容を信じきっていて、「レリーの偽手紙だ」と言っても、耳を貸そうともしないのだという。マスカリーユは、セリーを猫かぶりの不埒な女だとレアンドルに吹き込んで諦めさせようとするが、レリーがそこへ現れ、またしても何もかもめちゃくちゃにしてしまう。計画をつぶされて少し休んでいるマスカリーユであったが、そこへエルガストが「レアンドルが変装してトリュファルダンの家に、セリーをさらいにいく計画を立てていること」を知らせに来てくれた。これを好機と考え、先手を打って行動を起こすマスカリーユであったが、まずいことにエルガストはレリーにも知らせていたのだった。再び協力しようと考えて独自に動くレリーであったが、そのおかげでまたもマスカリーユは失敗してしまう。ばかばかしくなったマスカリーユがトリュファルダンの家から退散したところへ、レアンドルが登場。だが、計画が見破られたことに気づき、彼も退場する。

### 第4幕
あまりにもレリーがへまをやらかすので、マスカリーユは計略を何度も何度も繰り返しレリーに説明し、彼を動かすことにした。いざトリュファルダンの家に乗り込んでいくが、全く言われたとおりに出来ないレリー。セリーが現れれば興奮し、すっかり舞い上がる。それどころか、セリーに計略を実行している最中であることを打ち明け、それをトリュファルダンの家の者に聞かれてしまった。トリュファルダンに計画がばれたどころか、自分にまで疑いをかけられて焦るマスカリーユであったが、「レリーと共謀していないのなら、その証拠を見せろ」と言われてしまう。計画も潰されたことだし、それで疑いが晴れるならちょうどいいやと、マスカリーユはトリュファルダンとともにレリーをぶん殴り、家から追い出した。レリーをぶん殴ってすっきりしたので、「二度と邪魔をしない、勝手に協力しようとしない」とレリーに誓わせ、再び協力することにしたマスカリーユ。そこへエルガストが知らせを持ってやってきた。若いエジプト人(アンドレス)が老婆を連れて、セリーを買い取りに来たという。再び難が転がってきたことに頭を悩ませるマスカリーユであったが、またも策略を思いついたのであった。

### 第5幕
だが、早速レリーはマスカリーユの邪魔をして彼を怒らせるのであった。なおさらムキになって、策略を成功させることを誓うマスカリーユ。再び気を取り直して頭を働かせ、アンドレスを相手に実行に移す。アンドレスはセリーを連れて旅に出ようとしたが、セリーの体の調子が悪いようなので延期し、どこかゆっくり休める家を探していたのであった。そこへスイス人のふりをして現れるマスカリーユ。首尾よく計画を実行し、アンドレスに家を貸すことになったが、その家はパンドルフの家であった。事情をよく理解していないレリーは、アンドレスに自分のセリーへの恋心を打ち明け、見事に騙されてしまった。またも計画を潰しされたマスカリーユであったが、諦めない。彼はセリーから「レリーのことは好きだが、アンドレスにも随分お世話になっていて義理があるので、身動きができない」ということを聞かされる。ところがその後、トリュファルダンとアンドレスとセリーは、親子であることが判明する。こうしてレリーの恋は実り、イッポリットの恋も実った。幕切れ。

## 成立過程
南フランス巡業を開始してから、8、9年が経過したころの作品である。既にモリエールはこれ以前に何作か書き上げており、いくつかは失われたものの、「飛び医者」や「バルブイエの嫉妬」の2作品は現在まで伝わっている。しかしこれらの作品も、1682年に彼の忠実な側近であったラ・グランジュによって初めて刊行された「モリエール全集」には収録されておらず、その理由はよくわからない。すでに原稿が散逸していただけであるとか、自作の出版に積極的でなかったモリエールが未定稿としておいたものを、上演にかけるようになり、俳優たちの即興によってどんどん姿形を変えていき、最終的にはモリエールの作品と呼べるものではなくなっていただけであるなどの理由が考えられる。
しかしこれらは、どのような過程を経て彼の手に渡ったのかは不明であるが、偶々ジャン・バティスト・ルソーが原稿を保管していたのが発見され、日の目を見るに至った。もっともこの時代は、平気で他人の作品を無断で出版したり、原稿を模造して人に売りつけたりする行為が蔓延していた時代であったので、これらの2作品が丁寧にモリエールの作風を分析して作られた贋作であるかもしれず、絶対にモリエールの作品であるとは断定し難い。そういった事情があるので、全集にも収録され、モリエールの作品であることを示す確たる証拠が見つかっている本作は、極めて重要な作品である。
ニコロ・バルビエーリの「そそっかしい男( L'inavertito )」を粉本に、様々な作家の作品からアイデアを借用しており、まだそれほど多くの独創は作中には見られない。

## エピソード
- 「飛び医者」や「バルブイエの嫉妬」の2作品は、17世紀当時の慣習に則って言えば「喜劇」ではなく「ファルス」である。「喜劇」とはおよそ3～5幕からなる大作のことを指したため、一幕物のこれらの作品は「喜劇」と見做されず、それゆえに本作が「モリエールの最初の喜劇」と言われているのである[4]。

- 第3幕第3景の

などのセリフは、ヴィクトル・ユーゴーが絶賛した。
- 本作の成立年を巡って、1653年と1655年の2つの説が浮上し、長い間議論が交わされてきた。ラ・グランジュの記述の食い違いに端を発するものであり、以下の箇所が問題となったのである:

1653年説を採る人たちは、年代的にも後に書かれ、なおかつ公的な性格を持つモリエール全集に付してあるものだけに、間違いを正したに違いないという。しかし全集の序文に記された文には「1653年に到着し、そこで～」と書かれているだけで、その年に上演したとは書かれていないため、その正確さは立証できなかった。その後も様々な根拠が提示されたが、何れも不十分であり、議論が行き詰ってしまった。ところが、本作にトリスタンの1654年に発表された「居候」という戯曲から若干の借用があることが確認され、1655年説が認められることとなったのである。
- 1659年に、ルイ14世の御前での演劇を大成功をさせたモリエールは、国王とその延臣たちに気に入られ、プチ・ブルボン劇場を使用する許可を獲得した。モリエールの劇団はこの劇場ではじめ、悲劇ばかりを上演にかけていたが、観客の評判は良くなかった。モリエールは喜劇には才能があっても、悲劇には才能がなく、劇団も喜劇向きの役者揃いであったからである。こうして彼の劇団が経済的に立ち行かなくなったとき、本作を上演してみると、思いのほかの成功を収めた。その流れに乗って女房学校を公開し、大成功への道を順調に歩んでいくのである[7]。

## 日本語訳
- 『慌て者 －叉は喰い違い－』恒川義夫訳、（モリエール全集 第二卷 所収）、中央公論社、1934年
- 『粗忽者 または へまのしつづけ』鈴木力衛訳、（モリエール名作集 所収）、白水社、1951年
- 『粗忽者 もしくは へまのしつづけ』鈴木力衛 訳、（モリエール全集 4 所収）、中央公論社、1973年
- 『粗忽な男 とちってばかり』秋山伸子訳、（モリエール全集 1 所収）、臨川書店、2000年